# Вірка
Вірка, Вирка — річка  в Україні, у Березнівському  районі Рівненської області. Ліва притока Бобра  (басейн Дніпра ).

## Опис
Довжина річки приблизно 5,35 км.

## Розташування
Бере  початок на північному заході від урочища Безводного. Тече переважно на північний захід і на північному сході від Михалина впадає у річку Бобер, праву притоку Случі.
Річку перетинає автомобільна дорога Т 1811.